# Hôtel de ville de Vršac
L'hôtel de ville de Vršac (en serbe cyrillique : Градска кућа у Вршцу ; en serbe latin : Gradska kuća u Vršcu) héberge les institutions municipales de Vršac, en Serbie. Il est inscrit sur la liste des monuments culturels de grande importance de la République de Serbie (identifiant no SK 1439).

## Présentation

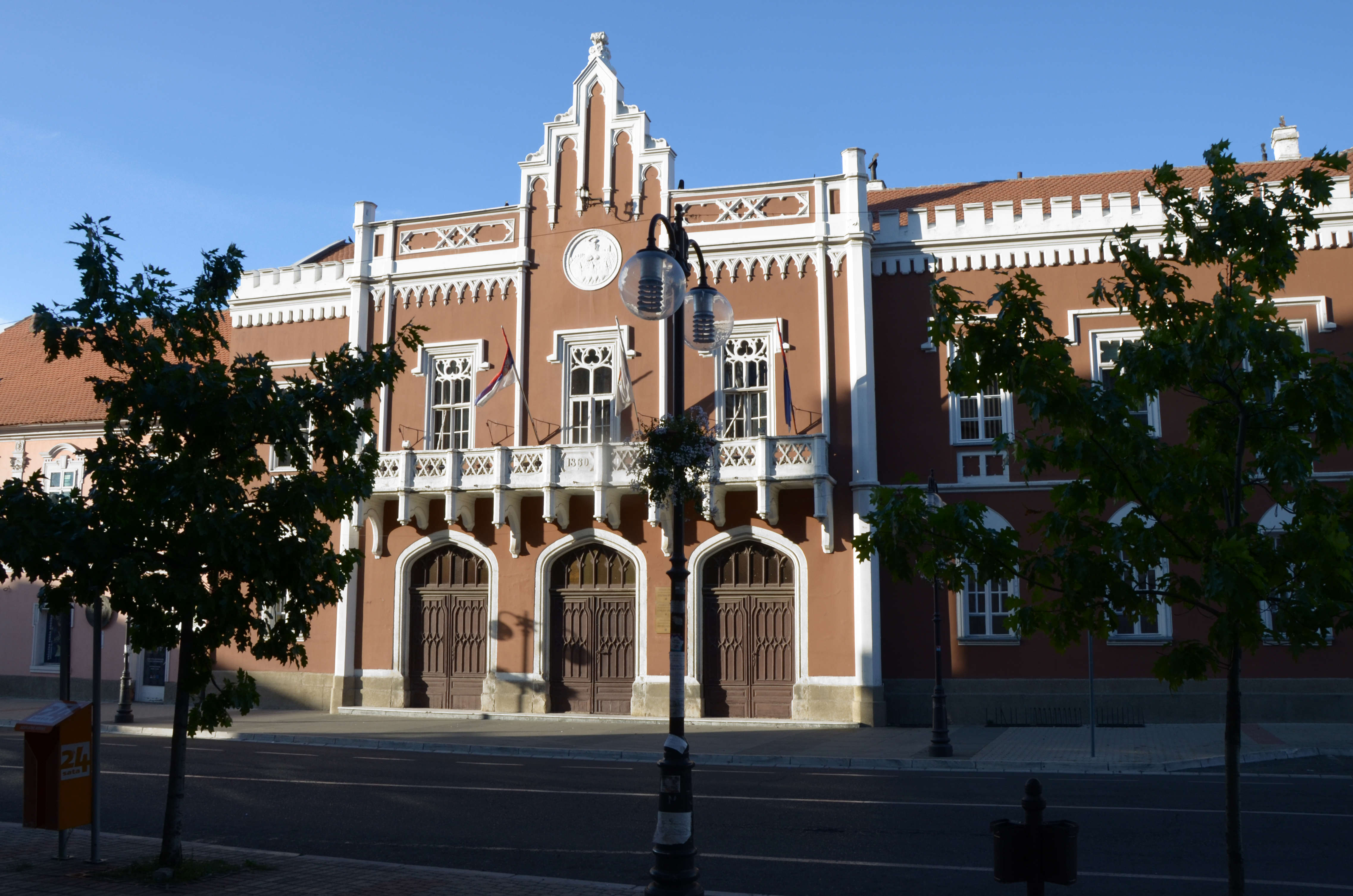
Autre vue

L'hôtel de ville, situé 1 Trg pobede (Place de la victoire), est également connu sous le nom de « bâtiment gothique ». Il a été construit en 1860 pour l'administration de la « magistrature » de ville par le constructeur Sigismund Kiler.
Caractéristique du style néo-gothique et construit en briques, il est constitué d'une façade principale donnant sur la place et de deux ailes latérales. La façade principale, asymétrique, est dotée d'une avancée centrale avec trois portes d'entrée ; à l'étage se trouve un balcon soutenu par des consoles décoratives de style gothique et une balustrade en pierres ; cette façade est surmontée par un fronton gothique avec le blason de la ville inclus dans une structure circulaire ; au rez-de-chaussée, les ouvertures se terminent en demi-cintre tandis qu'à l'étage elles sont de forme rectangulaire.
À l'intérieur, le hall du rez-de-chaussée, le plafond au-dessus de l'escalier et la salle d'apparat située à l'étage ont été peints à la fin du XIXe siècle.